# Periclimenes scriptus
Periclimenes scriptus är en kräftdjursart som först beskrevs av Risso 1822.  Periclimenes scriptus ingår i släktet Periclimenes och familjen Palaemonidae. Inga underarter finns listade i Catalogue of Life.